# Teatro posdramático
Teatro posdramático es un concepto histórico no absoluto y estilístico que intenta describir un conjunto de expresiones artísticas que ocurren en Europa desde la década de 1960 hasta comienzos del siglo XXI. Se trata de un concepto definido por el crítico alemán Hans-Thies Lehmann en su libro Postdramatisches Theater, donde el “teatro posdramático” supera su estado de autarquía literaria para abrirse y disolverse en el tejido del espectáculo, de modo que el sentido profundo del hecho teatral deja de situarse en el texto y se desplaza ahora en el conjunto total de la puesta en escena. Lehmann sugirió el término de “teatro posdramático” como noción clave para el estudio de las manifestaciones teatrales contemporáneas, inventariando las formas escénicas de vanguardia de principios del siglo XX y su evolución estética hacia un tipo de creación artística que se desarrolló con más fuerza durante las décadas de 1980 y 1990. El concepto posdramático es elegido por el autor por su analogía con la estética del posmodernismo, movimiento estético que se difundió en las diferentes esferas artísticas a partir de la década de 1960.

## Características
En términos generales, cuando Lehmann profundiza en el análisis de este nuevo concepto teatral, identifica la desjerarquización de los dispositivos teatrales contemporáneos donde el texto deja de ser el elemento principal sobre el cual se estructura la obra, construyendo una relación no representativa entre la palabra y el resto de los materiales que construyen la escena, lo que da como resultado según lo explica Óscar Cornago "Un espacio abierto a una constelación de lenguajes sobre los que se construye un sistema de tensiones que funciona por relaciones de contraste, oposición o complementariedad, resultando en un efecto de fragmentación que cuestiona las ideas de unidad, totalidad, jerarquización o coherencia.".
Dentro de esta nueva forma de enfrentar la creación escénica predomina la inclusión de una pluralidad de elementos y lenguajes que, en su heterogeneidad, comparten el espacio con las artes visuales (pintura, iluminación, videoclip), musicales, arquitectónicas, literarias (texto dramático, poesía, novela) y escénicas (danza, teatro); donde no existe un elemento más importante que otro, generando una nueva dimensión performativa difícilmente clasificable dentro de los cánones tradicionales de la teoría de las artes dramáticas. La otra característica esencial al concepto posdramático es la nueva perspectiva con que el teatro occidental se enfrenta al “drama” o al “texto dramático”, tradicionalmente visto como soporte e hilo estructural inequívoco de la creación escénica, lo que no implica su desaparición o negación total, sino un ir más allá en la exploración de los recursos escénicos donde ya no se estipula la sola representación o mimesis, más bien un complejo conjunto de actos performativos fragmentarios que no permiten una lectura lineal basada en un entendimiento racional de la obra, y donde el espectador ya no puede tener un rol pasivo, sino que debe responsabilizarse de la experiencia vivida; dentro de esto destaca el trabajo de Gertrude Stein y su “Landscape Play” en que se trata de mirar una obra de teatro como si mirásemos un paisaje. La intención es eliminar la percepción dramática y remplazarla por una mirada no jerarquizada, que ya no lee el escenario de izquierda a derecha, de principio a fin, sino que lo contempla como si contemplase un paisaje. La obra se presenta entonces como un cuadro para ser mirado, una atmósfera, una situación, en que las palabras forman también parte del paisaje. Al respecto, en su libro The Death of Character: Perspective on Theater after Modernism, Elinor Fuchs plantea que en este nuevo tipo de Performance más “conceptual” del posmodernismo, el espectador es un intérprete (traductor) y organizador de patrones e imágenes, pero carente de la mediación de referentes compartidos que le faciliten esta acción, exigiéndole de este modo que asuma la responsabilidad del acto receptivo que al ocurrir en forma simultánea a la representación en escena crean un texto común aun cuando no exista un discurso hablado.
En su necesidad de pensar el hecho de la representación, el teatro posdramático, que no deja de ser una reflexión sobre el propio teatro, se alza como una defensa a ultranza de esta inmediatez y sentido colectivo que caracteriza el ámbito teatral y que solo puede ser captada desde su ser, no ya como proceso, sino para el proceso. La actitud de normalidad de los actores en la escena, su estar-ahí a menudo durante todo el transcurso, incluso cuando no les toca actuar, conviviendo en escena, más allá de la realización concreta de su papel, les hace adquirir una vocación de actuación antes que de interpretación, de salir a hacer algo, lo que transforma la escena en un espacio de operaciones. Desde este tono de colectividad y encuentro, la participación del espectador se resalta una vez más como un elemento fundamental de la política del Teatro Posdramático. Este carácter está profundamente ligado al proceso que se despliega a través de las relaciones de unos con otros y que solo existen en el aquí y ahora de su ocurrencia física. Finalmente se habla de una experiencia emocional que entra a través de los sentidos, de manera inmediata, y que sólo se hace posible mediante el acto de compartir un espacio y un tiempo.

## Contexto
Para entender cómo la escena teatral ha llegado hasta una de las resoluciones estéticas que hoy podríamos llamar como posdramáticas debemos entender la evolución en las artes escénicas desde fines del siglo XIX. En este periodo comienza la denominada "crisis del drama" mencionada por Peter Szondi en su libro "Theorie des modernen drama", donde se cuestiona la necesidad del texto dramático como base para la creación teatral. Autores como Brecht, Artaud, Pirandello, Ibsen, Beckett, Strindberg, Gertrude Stein, ofrecen soluciones diferentes a través de sus textos frente a esta crisis dramática.
Posteriormente, los años 70 y dentro de la postmodernidad marcaron con más fuerza la tendencia de autores más rupturistas, que fracturan el texto dramático provocando puestas en escenas más conceptuales, Heiner Müller con su obra Die Hamletmaschine nos platea una reelaboración del nudo-desenlace incorporando una estética de fragmentación claramente postmoderna; por su parte Elfriede Jelinek quien conserva en diferentes grados la dimensión dramática convencional, concibe textos donde el lenguaje no aparece como un discurso entre personajes "si es que existen todavía personajes que puedan ser definidos como tales" sino, como una teatralidad autónoma; Ginka Steinwachs con su "teatro como institución oral" intenta estructurar la realidad escénica como una realidad del lenguaje poético y sensual intensificada; el belga Jan Fabre plantea una conciliación donde el texto tiene el mismo valor que el cuerpo y el movimiento, premisa compartida con el británico Peter Brook; finalmente destaca Tadashi Suzuki quien elabora un teatro puramente visual y corporal.
Ante este panorama donde las nuevas estéticas teatrales ya no eran definibles por la teoría tradicional de las artes escénicas, Hans-Thies Lehmann en su libro Postdramatisches Theater (1999), teoriza y entrega el nombre de Teatro Posdramático como concepto inclusivo de estas nuevas tendencias escénicas de finales del siglo XX. Rafael Negrete-Potillo le suma el término cubismo como una segunda evolución de la propuesta postdramática.

## Críticas del término "posdramático"
Discutible es sin embargo, que la terminología referida a lo postdramático -nacida a finales del XX- marque un antes y un después en el drama. En realidad, posicionamientos dadaístas, surrealistas e insertos en el teatro del absurdo implican una recolocación del texto escrito dentro del texto escénico, necesitando de otros lenguajes, especialmente visuales, corporales y sonoros. El nuevo drama contemporáneo rehúye del término postdramático en la medida que acepta la analogía entre drama y acción, dando por entendido además, que la problemática real no está en "el ir o no más allá del drama" sino en la regeneración de las dramaturgias dentro de la escena para dar lugar a texto, el de la escena, complejo e intemedia, en el que caben infinidad de códigos, incluidos los lingüísticos. Otra de las críticas al término postdramático es el confuso uso del prefijo "pos". La posmodernidad desconfía de las vanguardias, mientras que los ejemplos referenciados por Lehmann implican un fundamental regreso a las vanguardias. El término es comúnmente criticado por su falta de estudio, Lehmann ha declarado que el término "posdramático" lo pensó únicamente en creadores europeos, nunca para clasificar un estilo de teatro universal. Para una genealogía del concepto y las revisiones posteriores, véase: El teatro posdramático de Hans-Thies Lehmann: gestación y revisión del concepto

## Exponentes del teatro posdramático según Lehmann
- Robert Wilson: fundador del Byrd Hoffman School of Byrds (Teatro Experimental). Realizó estudios de economía, arquitectura y pintura. Gran visionario y uno de los principales referentes del Theatre of Images(Teatro de las Imágenes) corriente escénica experimental que se desarrolla en la década de los setenta y que presume la fertilización entre la danza, teatro, las artes visuales, performance, y representaciones multidisciplinarias. En su obra, Wilson hace presente la materialidad del lenguaje, sus ritmos y tonos, bloqueando la relación transitiva desde el sonido al sentido del habla cotidiana o bien al diálogo teatral tradicional. Sus trabajos se caracterizan principalmente por su comunicación no verbal, su concepción visual de la puesta en escena, experimentación del lenguaje escénico; como sistema significativo para obtener una participación activa del espectador, la superposición de disciplinas artísticas sobre escena (danza, música, teatro, performance, artes visuales) que se unen para crear una obra en común que dan como resultado un híbrido el cual difícilmente podríamos categorizar. La filosofía de Robert Wilson, es plantear interrogantes y no proponer una respuesta, pues se le debe dar al espectador la libertad para construir sus propias conclusiones. Según Wilson, la responsabilidad del artista es crear y no interpretar. Entre sus principales trabajos destacan: The Life and Times de Joseph Stalin, (1973), Einstein on the Beach (1976), Hamletmachine, de Heiner Müller (1986), Quartet de Heiner Müller, (1987), The Black Rider, (1990), Lohengrin, Metropolitan Opera (1998), Persephone, (2001), Días Felices de Samuel Beckett (2008).

- Heiner Müller: fue considerado una de las figuras más importantes del teatro alemán del siglo XX. Admirador profundo de la obra de Samuel Beckett y Bertolt Brecht. Sus piezas son una gran contribución para el drama posmoderno y el teatro posdramático, convirtiéndose en uno de los dramaturgos más importantes de la República Democrática Alemana, lo que influirá potentemente su trabajo. Müller nos propone una estética innovadora, un teatro vanguardista, transgresor y experimentalista, sus obras se establecen principalmente en lo histórico y político. Es difícil sintetizar la estética del teatro de Müller en una serie de rasgos, pues ésta, ha cambiado a medida que evolucionaba su producción –él mismo afirmaba no tener estilo, sino afrontar la escritura de cada obra de una manera diferente–. Su labor teatral comienza en los años 50, con una serie de obras que podrían situarse en un realismo social y en donde reflexiona sobre temas políticos y laborales. Sus textos son dramáticamente interesantes, pues la construcción de escenas se basan en una reelaboración del planteamiento nudo-desenlace, incorporando una estética de fragmentación, en donde el fragmento es una percepción de discontinuidad, que significa una experiencia fundamental, relacionada con la percepción del proceso histórico. Para Müller, la fragmentariedad constituye la forma adecuada a los tiempos que se viven y la tarea del dramaturgo reside en investigar cuál es la fuente de la que se alimenta lo fragmentario y la destrucción de la coherencia. Su legado es una dramaturgia basada en una lógica de asociación, por sobre la narrativa dramática lineal y tradicional. Entre sus trabajos se encuentran: Diez días que estremecieron al mundo (1957), La costra (1958), Sófocles: Edipo Rey, (1967) (adaptación de la tragedia de Sófocles), Prometeo (1969) (adaptación de la tragedia de Esquilo), Cemento (1972), La batalla: Escenas de Alemania, 1974-1975, Hamletmachine (1977, 1979), Descripción de un Cuadro (1986) (prólogo para la obra Alcestis, de Robert Wilson)

- Tadeusz Kantor: durante la ocupación nazi de Polonia, fundó el Teatro Independiente y ejerció como profesor de la Academia de Bellas Artes, así como de director de teatro experimental en Cracovia de 1942 a 1944. Después de la guerra, se hizo conocido por su trabajo vanguardista en el diseño de escena, incluyendo el diseñó para San Juan (1956) y Medida a medida (1956). Entre los cambios específicos al teatro tradicional se encuentran los escenarios extendidos hacia la audiencia y el uso de maniquíes como actores reales. Desencantado por la creciente institucionalización del vanguardismo, en 1955 formó un nuevo ensemble teatral con un grupo de artistas visuales: Cricot 2. En los años 1960, Cricot 2 realizó presentaciones en muchos teatros de Polonia y el extranjero, obteniendo reconocimiento por sus happenings en escena. Su interés estuvo centrado mayormente en el absurdismo y en el escritor y dramaturgo polaco Stanisław Ignacy Witkiewicz (también conocido como "Witkacy"). Las producciones teatrales de las obras de Witkacy La sepia (1953) y La gallina de agua (1969) fueron vistas como sus mayores logros durante esta época. Una representación de 1972 de La gallina de agua fue descrita como "el evento más comentado en el Festival de Edimburgo". En los años 1970, La clase muerta (1975) fue la más famosa de sus piezas teatrales. En esta obra, el propio Kantor da vida a un maestro que preside una clase de personajes aparentemente muertos que son confrontados por maniquíes que representan a ellos mismos más jóvenes. Ya en los años 1950, Kantor había empezado a experimentar con la yuxtaposición de maniquíes y actores vivos. Sus últimos trabajos en los años 1980 fueron reflexiones muy personales. Como en La clase muerta, algunas veces se representaría a sí mismo en escena. En los años 1990, su trabajo se hizo famoso en los Estados Unidos gracias a las presentaciones del Club de teatro experimental de Ellen Stewart.

- Pina Bausch: considerada no solamente como la gran figura de la danza expresionista alemana, sino también como una de las principales coreógrafas contemporáneas. Precursora del Tanztheater, danza-teatro. Inicia sus estudios de danza en 1955 en la Escuela Superior Folkwang, dirigida por Kurt Jooss. En 1958 se gradúa en danza escénica y pedagogía de la danza. Tras recibir una beca en 1959, se traslada a Estados Unidos, para perfeccionarse en la escuela Juilliard de Nueva York. Las obras de Pina Bausch no siguen una estructura narrativa ni una progresión lineal. Se construyen a partir de series de episodios. Múltiples acciones escénicas simultáneas, imágenes impactantes, utilización de las experiencias específicas de sus bailarines, de actividades cotidianas, de textos dirigidos a menudo al público y de una gran variedad de música; son elementos que llevan el sello reconocible de Bausch y que han pasado a formar parte de un léxico de la danza-teatro a nivel mundial. Su obra se caracteriza por el conjunto de rupturas estético-expresivas, por la eliminación de la perspectiva unidimensional, en beneficio a un espacio abierto, ampliado, la revalorización de la dimensión cotidiana, el continuo de lo humano; en sus manifestaciones aparentemente triviales y pedestres, incluye una apertura a la palabra, al ruido ambiente, lo que constituye la irrupción de la música concreta al servicio de la danza; el abandono del entablado clásico por superficies naturales como el césped, la tierra, hojas secas, flores, e incluso el agua. Reinventa el movimiento primigenio de la danza. Muestra una realidad heterogénea en la que el movimiento adquiere un enorme poder trasgresor. Su estilo de "collage" hecho de fragmentos, recuerda al cine, a las bellas artes y al teatro, situando una nueva manera de pensar la danza. "No me interesa el movimiento. Me interesa lo que mueve a las personas. Mis obras crecen desde dentro hacia fuera". Entre sus creaciones se encuentran: Fragment (1961), Café Müller (1978), El lamento de la emperatriz (1990), película, Danzón, (1995), Masurca Fogo (1998), Aqua (2001), Nefés (2004), Vollmond (2006), "...Como el musguito en la piedra ay sí, sí, sí..." (2009) (Última coreografía creada por la artista, inspirada por su estadía en Chile).

## Autores y diretores posdramáticos
| - Alfred Jarry - Anatoli Vassiliev - Anne Teresa De Keersmaeker - Antonin Artaud - Bernard-Marie Koltès - Christoph Marthaler - Christoph Schlingensief - Claude Régy - Dimitris Lyacos - D. Mona - Edward Bond - Elfriede Jelinek, Nobel de literatura - Forced Entertainment - Frank Castorf - Georges Gagneré - Gerald Thomas - Giorgio Barberio Corsetti - Hauke Lanz - Heiner Goebbels - Heiner Müller | - Jan Fabre - Jan Lauwers - Jean-Claude Gallotta - Jean-François Peyret - Jerzy Grotowski - Josef Nadj - Jürgen Gosch - Jürgen Kruse - Klaus Michael Grüber - The Living Theatre - Ludovic Lagarde - Maguy Marin - Marguerite Duras - Matthias Langhoff - Meg Stuart - Meyerhold - Michael Thalheimer - Michel Deutsch - Nicolas Stemann | - Olivier Cadiot - Patrick Bouvet - Peter Brook - Peter Handke - Pina Bausch - Qorpo-Santo - René Pollesch - Rimini Protokoll - Robert Lepage - Robert (Bob) Wilson - Roger Blin - Samuel Beckett - Sebastian Baumgarten - Societas Raffaello Sanzio - Tadeusz Kantor - The Wooster Group - Théâtre du Radeau - Ts Stan - Werner Schwab - William Forsythe |

## Panorama latinoamericano y español
| - Raúl Miranda, - Mauricio Barría, - Compañía La Puerta, - Paula aros, - Francisco Krebs, - Sergio Valenzuela Valdés, | - Teatro En El Incendio, - Henry Díaz Vargas, - Daniel Veronese, - Lola Arias, - Rafael Negrete-Portillo - Rafael Spregelburd |